# کشتن (ترانه)
«کشتن» (به انگلیسی: The Kill) تک‌آهنگی از گروه موسیقی پراگرسیو راک ترتی سکندز تو مارس است. این تک‌آهنگ در آلبوم یک دروغ زیبا قرار داشت. 